# Gwyn Staley 160 1960
Gwyn Staley 160 1960, även Gwyn Staley memorial 160, var ett stockcarlopp ingående i  Nascar Grand National Series (nuvarande Nascar Cup Series) som kördes 27 mars 1960 på den 0,625 mile (1,005 km) långa ovalbanan North Wilkesboro Speedway i North Wilkesboro, North Carolina. Totalt avverkades 100 miles (160,934 km) fördelat på 160 varv. Banunderlaget var asfalt. Loppet vanns av Lee Petty i en Plymouth på tiden 1:30.26 körande för Petty Enterprises. Pettys snitthastighet var 66,347 mph. Prispotten uppgick till 3 985 dollar, varav 1 000 dollar gick till segraren. Loppet är uppkallat efter stockcarföraren Gwyn Staley som förolyckades på Atlantic Rural Fairgrounds (nuvarande Richmond Raceway) 23 mars 1958 i ett lopp ingående i Nascar Convertible Division.

## Resultat
| Plc     | Nr | Förare           | Team/ bilägare       | Konstruktör | Start | Varv | Ledda varv |
| ------- | -- | ---------------- | -------------------- | ----------- | ----- | ---- | ---------- |
| 1       | 42 | Lee Petty        | Petty Enterprises    | Plymouth    | 8     | 160  | 14         |
| 2       | 4  | Rex White        | Rex White            | Chevrolet   | 6     | 160  | 0          |
| 3       | 21 | Glen Wood        | Wood Brothers Racing | Ford        | 2     | 160  | 1          |
| 4       | 11 | Ned Jarrett      | Ned Jarrett          | Ford        | 3     | 160  | 0          |
| 5       | 27 | Junior Johnson   | John Masoni          | Chevrolet   | 1     | 160  | 145        |
| 6       | 23 | Doug Yates       | Raeford Johnson      | Plymouth    | 11    | 160  | 0          |
| 7       | 78 | Roy Tyner        | E.C. Wilson          | Chevrolet   | 21    | 159  | 0          |
| 8       | 54 | Jimmy Pardue     | Eb Clifton           | Dodge       | 15    | 158  | 0          |
| 9       | 1  | Buddy Baker      | Jess Potter          | Chevrolet   | 18    | 158  | 0          |
| 10      | 31 | Joe Weatherly    | Holman-Moody         | Ford        | 7     | 157  | 0          |
| 11      | 74 | L.D. Austin      | L.D. Austin          | Chevrolet   | 13    | 155  | 0          |
| 12      | 32 | Paul Lewis       | Jess Potter          | Chevrolet   | 20    | 149  | 0          |
| 13      | 64 | Bunkie Blackburn | Spook Crawford       | Ford        | 14    | 149  | 0          |
| 14      | 87 | Buck Baker       | Buck Baker           | Chevrolet   | 5     | 144  | 0          |
| 15      | 35 | E.J. Trivette    | M.J. Black           | Plymouth    | 22    | 142  | 0          |
| 16      | 50 | Cotton Owens     | Dick Freeman         | Ford        | 12    | 137  | 0          |
| 17      | 94 | Banjo Matthews   | Banjo Matthews       | Ford        | 9     | 127  | 0          |
| 18      | 43 | Richard Petty    | Petty Enterprises    | Plymouth    | 4     | 125  | 0          |
| 19      | 67 | David Pearson    | David Pearson        | Chevrolet   | 17    | 18   | 0          |
| 20      | 51 | Burrhead Nantz   | Roy McDonald         | Oldsmobile  | 16    | 17   | 0          |
| 21      | 80 | Neil Castles     | Neil Castles         | Ford        | 19    | 49   | 0          |
| 22      | 77 | Joe Lee Johnson  | W.J. Ridgeway        | Ford        | 10    | 9    | 0          |
| Källor: |    |                  |                      |             |       |      |            |